# Паладин

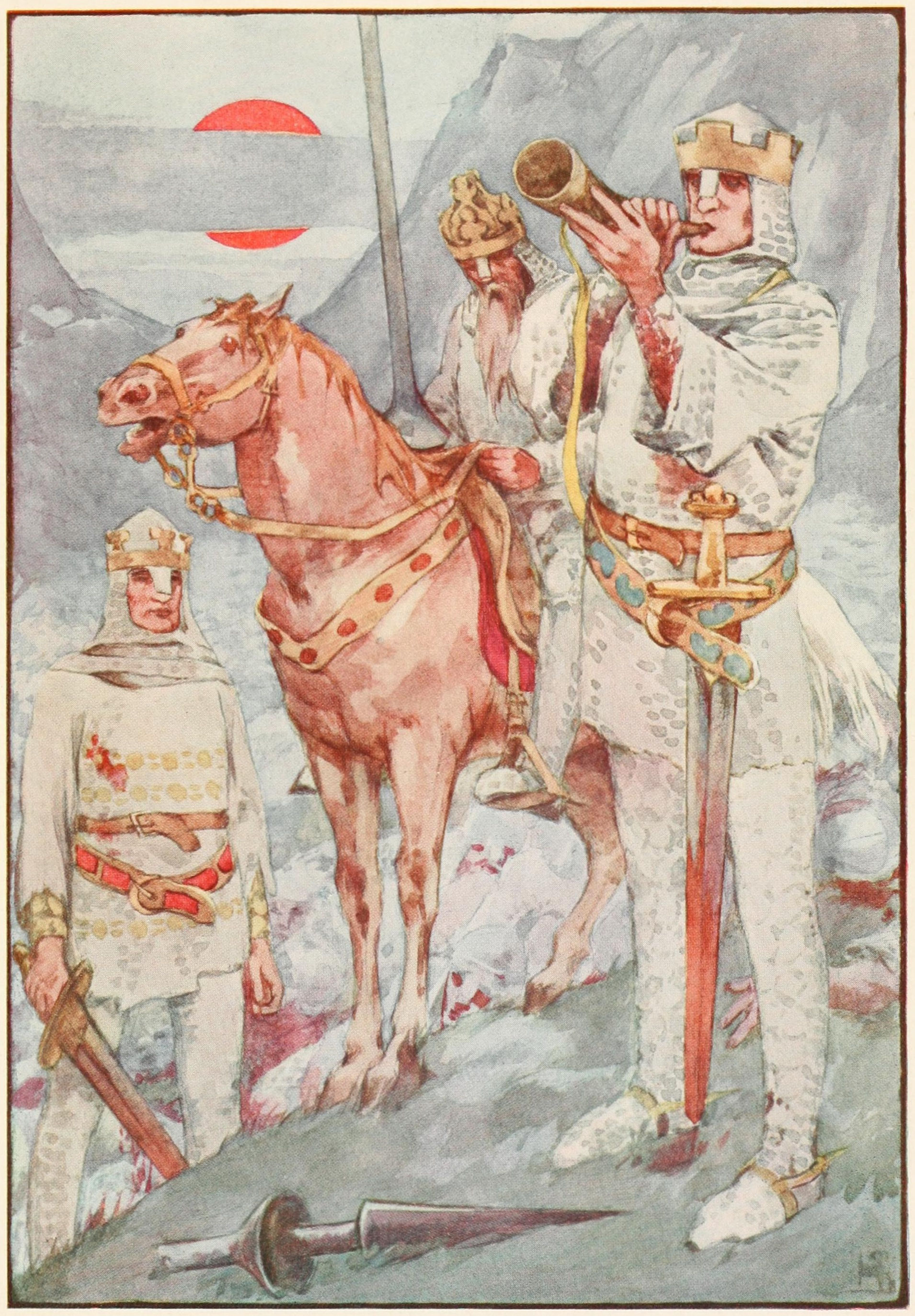
Паладин Роланд, герой «Пісні про Роланда»

Палади́н (італ. paladino, від лат. palatinus — придворний) — у середньовічній західноєвропейській літературі — назва сподвижників франкського імператора Карла Великого або короля Артура (легендарного вождя кельтів у Британії). Пізніше паладинами стали називати доблесних лицарів, відданих своєму пану або дамі.
У переносному значенні (іронічно) — людина, безмежно віддана якій-небудь ідеї або особі.

## Етимологія
Слово «паладин» походить від французького «paladin» — «воїн», яке зафіксоване в XVI ст. У французьку мову потрапило з італійської, утворившись від «paladino», а воно від латинського «palatinus» — «придворний», буквально «з палацу».
Давньофранцузька форма слова була «palaisin», що близько 1400 року дало середньоанглійську форму «palasin». Але переважала італійська форма, оскільки більшість поетів, які писали лицарські романси, були італійцями.
У 1590-ті роки, щодо середньовічного романтичного циклу, зафіксовано значення «один із дванадцяти лицарів-чемпіонів, які були присутні при Карлі Великому та супроводжували його на війні». До 1788 року «паладин» отримало розширене значення «героїчного чемпіона».

## Розвиток образу
Найраніші згадки про паладинів містяться в середньовічних французьких романсах про «12 перів», які супроводжували Карла Великого. Вони подібні до лицарів короля Артура. Найвідоміші оповіді про паладинів пов'язані з паладином Роландом, племінником Карла, що в реальному житті загинув у битві при Ронсевалі в 778 році. А саме він є головним героєм «Пісні про Роланда», де володіє чарівним мечем Дюрандалем.
У фентезі, завдяки настільній грі Dungeons&Dragons, паладини популяризовані як квінтесенція позитивних персонажів, які володіють перевагами в боротьбі проти будь-яких злих сил і здатні виконувати деякі чаклування. Сучасний образ паладинів з Dungeons & Dragons як священних воїнів багато в чому завдячує тамплієрам, лицарям госпітальєрів та іншим християнським лицарським орденам, які воювали в Хрестових походах.
Паладини — популярні персонажі у відеоіграх, де постають окремими персонажами чи як клас персонажів.